# دیدارهای فوتبال ایران و سنگاپور
دیدارهای فوتبال ایران و سنگاپور در سطح ملی تاکنون ۶ بار، و حاصل این بازی‌ها، ۴ برد برای تیم ملی ایران و ۲ تساوی بوده‌است.
در مجموع این بازی‌ها ۲۱ گل به ثمر رسیده‌است که ۱۸ گل سهم تیم ملی ایران و ۳ گل سهم تیم ملی سنگاپور می‌باشد.

## اولین بازی
اولین بازی بین این دو تیم در تاریخ یازدهم اسفند ۱۳۵۸ در مسابقات مقدماتی المپیک ۱۹۸۰ در شهر کالنگ سنگاپور برگزار شده‌است.

## بهترین برد
بهترین برد تیم ملی ایران در برابر تیم ملی سنگاپور با نتیجه ۶ بر ۰ در سال ۱۳۸۷ در مسابقات مقدماتی جام ملت‌های آسیا ۲۰۱۱ به دست آمده‌است.

## فاصله بین بردها
تیم ملی ایران تجربه کسب برد در دو بازی متوالی در برابر تیم ملی سنگاپور را دارد.

## بررسی کلی بازی‌ها
| بردهای ایران   | ۴ بازی |               | گل‌های ایران | ۱۸                               |        | بازی‌های برگزار شده در ایران | ۱ بازی |
| مساوی          | ۱ بازی | گل‌های سنگاپور | ۳           | بازی‌های برگزار شده در کشور بی‌طرف | ۱ بازی |                             |        |
| بردهای سنگاپور | ۰ بازی |               |             | بازی‌های برگزار شده در سنگاپور    | ۴ بازی |                             |        |
| مجموع بازی‌ها   | ۶ بازی | مجموع گل‌ها    | ۲۱ گل       | مجموع بازی‌ها                     | ۶      |                             |        |

## عنوان بازی‌ها
| #   | عنوان بازی              | تعداد بازی | برد ایران | برد سنگاپور | مساوی |
| --- | ----------------------- | ---------- | --------- | ----------- | ----- |
| ۱   | مقدماتی المپیک          | ۲          | ۲         | ۰           | ۰     |
| ۲   | مقدماتی جام ملتهای آسیا | ۲          | ۲         | ۰           | ۰     |
| ۳   | جام ملتهای آسیا         | ۱          | ۰         | ۰           | ۱     |
| 4   | دوستانه                 | 1          | ۰         | ۰           | ۱     |
| جمع | جمع                     | ۶          | ۴         | ۰           | ۲     |

| عملکرد دو تیم در بازیهای رسمی | عملکرد دو تیم در بازیهای رسمی | عملکرد دو تیم در بازیهای رسمی | عملکرد دو تیم در بازیهای رسمی |
| ----------------------------- | ----------------------------- | ----------------------------- | ----------------------------- |
| بازی                          | برد ایران                     | برد سنگاپور                   | مساوی                         |
| ۵ بازی                        | ۴ بازی                        | ۰ بازی                        | ۱ بازی                        |

## میزبان و میهمان
| بازیهایی که در ایران برگزار شده است       | بازیهایی که در ایران برگزار شده است | بازیهایی که در ایران برگزار شده است | بازیهایی که در ایران برگزار شده است |
| تیم                                       | برد                                 | مساوی                               | باخت                                |
| ----------------------------------------- | ----------------------------------- | ----------------------------------- | ----------------------------------- |
| ایران                                     | ۱                                   | ۰                                   | ۰                                   |
| سنگاپور                                   | ۰                                   | ۰                                   | ۱                                   |
| بازیهایی که در سنگاپور برگزار شده است     |                                     |                                     |                                     |
| تیم                                       | برد                                 | مساوی                               | باخت                                |
| ایران                                     | ۳                                   | ۱                                   | ۰                                   |
| سنگاپور                                   | ۰                                   | ۱                                   | ۳                                   |
| بازیهایی که در کشوری بی‌طرف برگزار شده است |                                     |                                     |                                     |
| تیم                                       | برد                                 | مساوی                               | باخت                                |
| ایران                                     | ۰                                   | 1                                   | ۰                                   |
| سنگاپور                                   | ۰                                   | 1                                   | ۰                                   |

## فهرست کلی بازی‌ها
| # | تاریخ      | نتیجه بازی          | ورزشگاه / شهر              | عنوان بازیها                 | گلزنان                                                                                           |
| - | ---------- | ------------------- | -------------------------- | ---------------------------- | ------------------------------------------------------------------------------------------------ |
| ۶ | ۱۴۰۱/۰۷/۰۵ | ایران۱-۱سنگاپور     | اتریش                      | دوستانه                      |                                                                                                  |
| ۵ | ۱۳۸۸/۱۰/۱۶ | ایران ۳ - ۱ سنگاپور | ورزشگاه ملی سنگاپور، کالنگ | مقدماتی جام ملت‌های آسیا ۲۰۱۱ | هادی عقیلی (۱۰-پ) – مهرزاد معدنچی (۱۳) – غلامرضا رضایی (۶۲) محمد نوح عالم شاه (۳۱)               |
| ۴ | ۱۳۸۷/۱۰/۲۵ | ایران ۶ - ۰ سنگاپور | آزادی، تهران               | مقدماتی جام ملت‌های آسیا ۲۰۱۱ | مجید غلام‌نژاد (۴۳) – کریم باقری (۵۲) – غلامرضا رضایی (۵۵) مازیار زارع (۷۹) – محمد نوری (۸۲ و ۸۳) |
| ۳ | ۱۳۶۳/۹/۱۹  | ایران ۱ - ۱ سنگاپور | ورزشگاه ملی سنگاپور، کالنگ | جام ملت‌های آسیا ۱۹۸۴         | شاهرخ بیانی (۵۵-پ) ** رازلی سعید (۵۷)                                                            |
| ۲ | ۱۳۵۸/۱۲/۲۲ | ایران ۴ - ۰ سنگاپور | ورزشگاه ملی سنگاپور، کالنگ | مقدماتی المپیک ۱۹۸۰          | بهتاش فریبا (۲۱) – حسین فرکی (۳۹ و ۵۹) – عبدالرضا برزگری (۵۶)                                    |
| ۱ | ۱۳۵۸/۱۲/۱۱ | ایران ۳ - ۰ سنگاپور | ورزشگاه ملی سنگاپور، کالنگ | مقدماتی المپیک ۱۹۸۰          | محمود ابراهیم‌زاده (۵۸) – حسین فرکی (۶۲) – حمید علیدوستی (۹۰)                                     |

## گلزنان
۱۳ بازیکن با پیراهن تیم ملی ایران موفق به گشودن دروازه تیم ملی سنگاپور شده‌اند، که حسین فرکی با زدن سه گل بهترین گلزن ایران در این بازی‌ها می‌باشد.
۲ بازیکن از سنگاپور هم موفق به گشودن دروازه تیم ملی ایران شده‌اند.

### گلزنان ایران
- ۳ گل: حسین فرکی
- ۲ گل: غلامرضا رضایی – محمد نوری
- ۱ گل: مهرزاد معدنچی – هادی عقیلی – مازیار زارع – کریم باقری – مجید غلام‌نژاد – شاهرخ بیانی – عبدالرضا برزگری – بهتاش فریبا – حمید علیدوستی – محمود ابراهیم‌زاده

### گلزنان سنگاپور
- ۱ گل: محمد نوح عالم شاه – رازلی سعید